# Hoco becllarg
L'hoco becllarg (Crax alector) és una espècie d'ocell de la família dels cràcids (Cracidae).
Habita la densa selva humida i vegetació de ribera del sud-est de Colòmbia, sud de Veneçuela, Guaiana i nord del Brasil.